# Maununneva
Maununneva (en suédois : Magnuskärr) est une section du quartier de Kaarela à Helsinki en Finlande.

## Description
Maununneva a une superficie de 1,89 km2, sa population s'élève à 2 496 habitants(1.1.2009) et elle offre 289 emplois (31.12.2005).
Maununneva est situé du côté côté nord du kehä I et par le parc central d'Helsinki à l'est, Hämeenlinnanväylä à l'ouest (de l'autre côté se trouve le quartier voisin Kannelmäki) et Hakuninmaa au nord. 
La section comptait 2 601 habitants fin 2022 et 375 emplois fin 2017.
Selon l'enquête sur le bruit de la ville d'Helsinki, la majorité de Maununneva se trouve dans la zone de bruit supérieure à 55 dB. À Maununneva, le bruit de la circulation routière est causé par la Hämeenlinnanväylä et le Kehä I.

## Transports
La ligne de bus 42 traverse Maununneva le long de Kaarelantie.
Les bus circulant le long de Hämeenlinnanväylä ont des arrêts à Maununneva,:
| Numéro | Trajet                                             | Réfs. |
| ------ | -------------------------------------------------- | ----- |
| 42     | centre de Kamppi - Maununneva - gare de Kannelmäki |       |

## Galerie

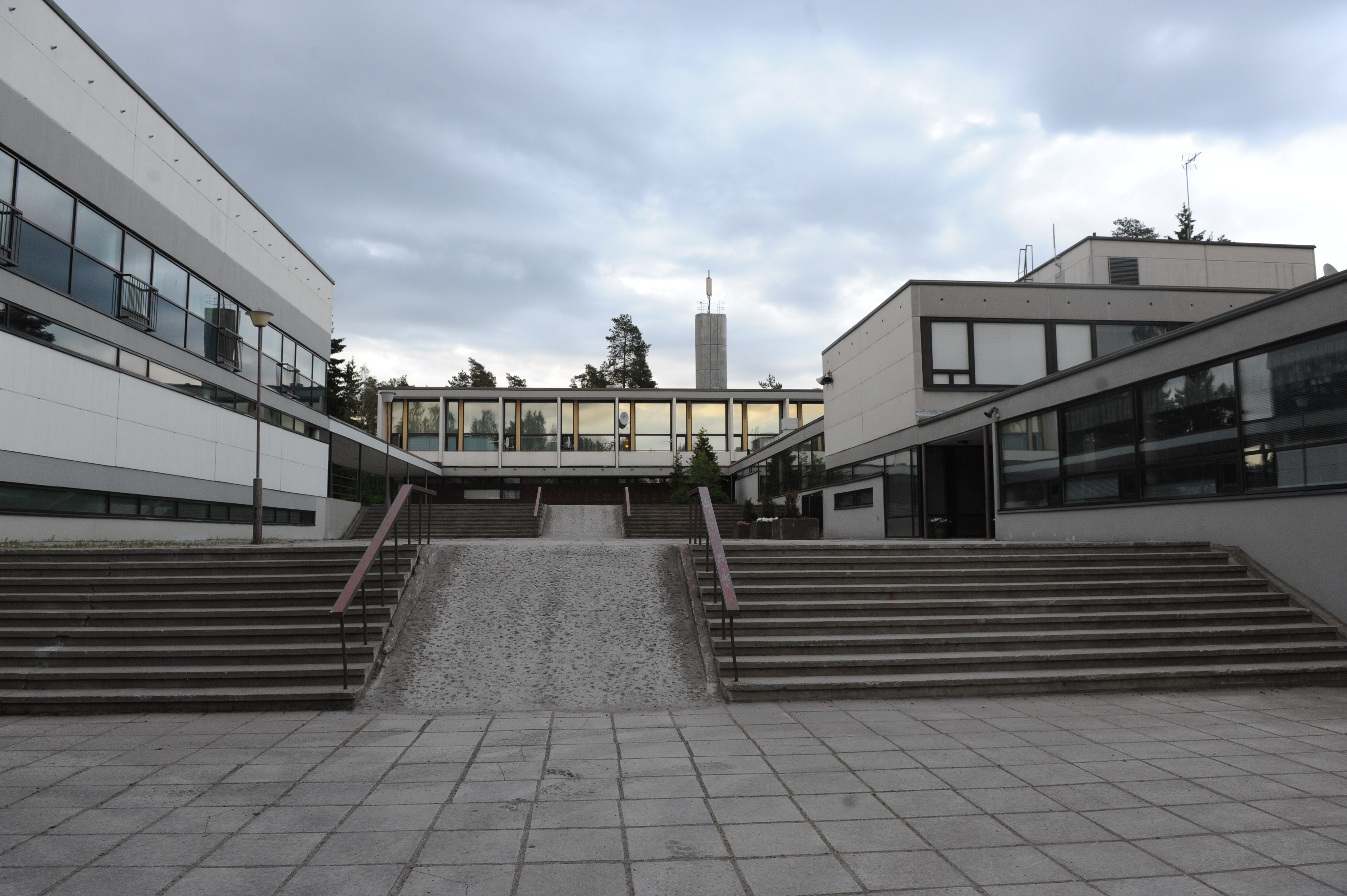
École finno-russe
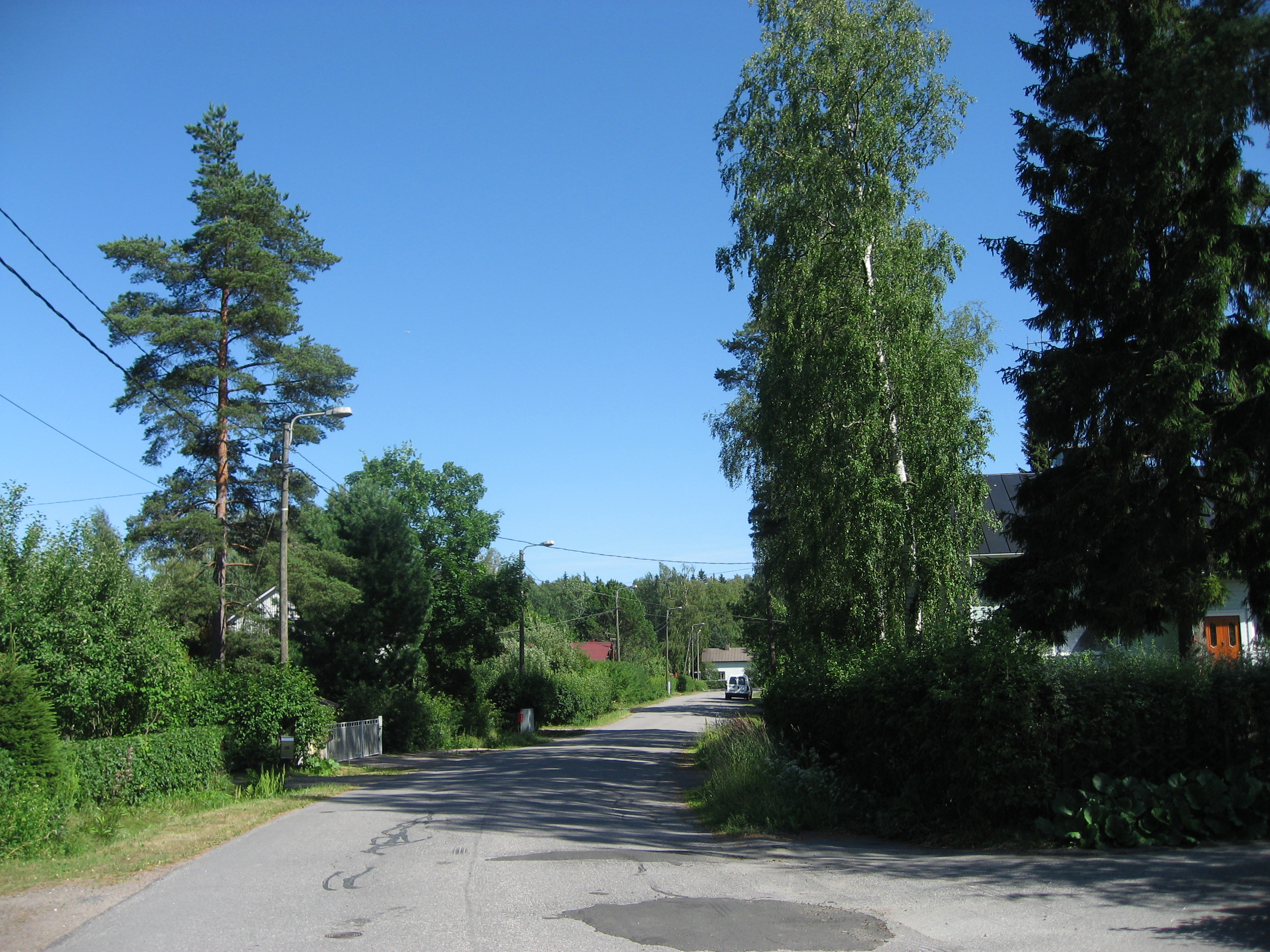
Rue  Heinäsuontie à Maununneva.
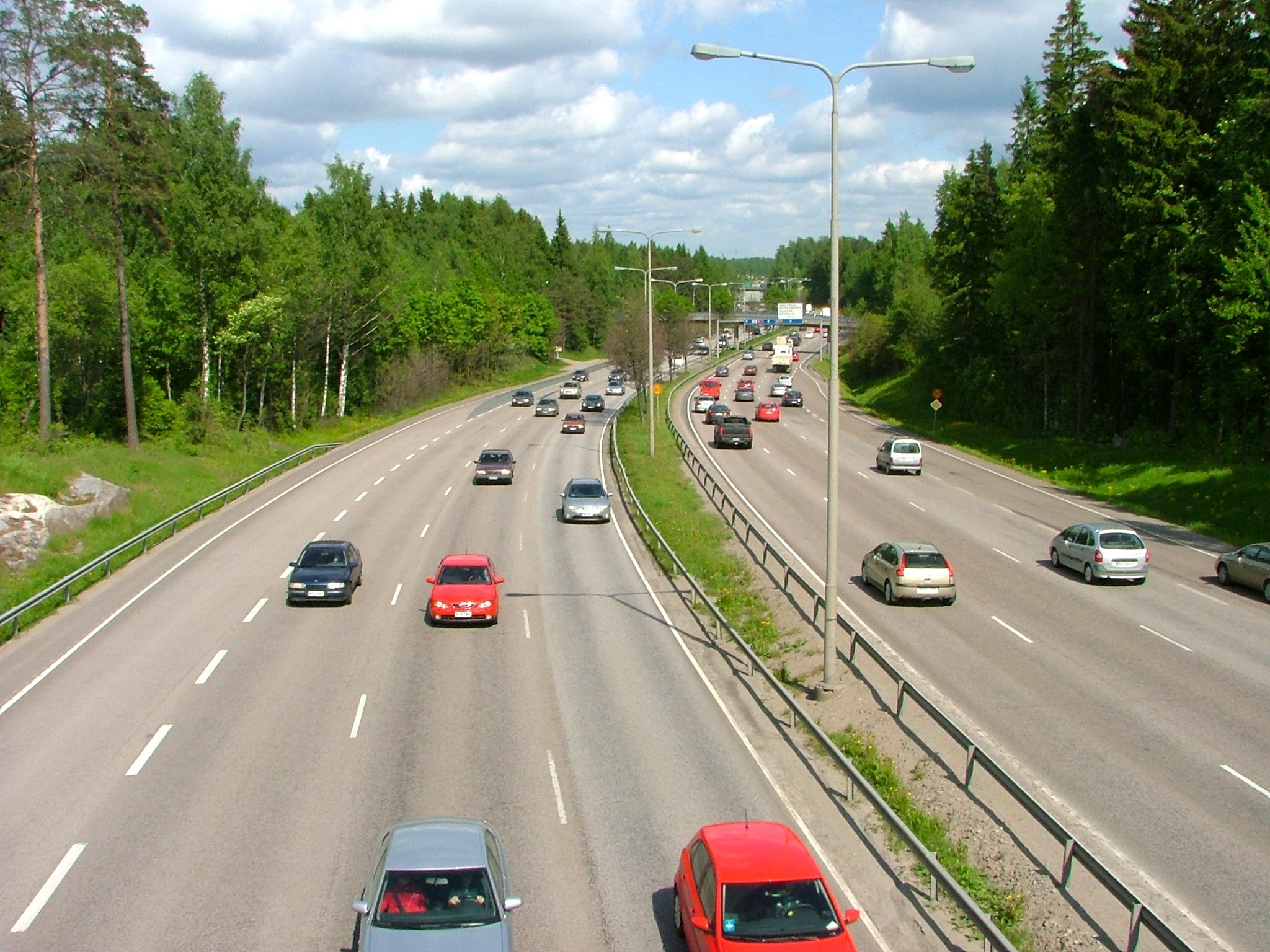
Le Kehä I à Pirkkola.
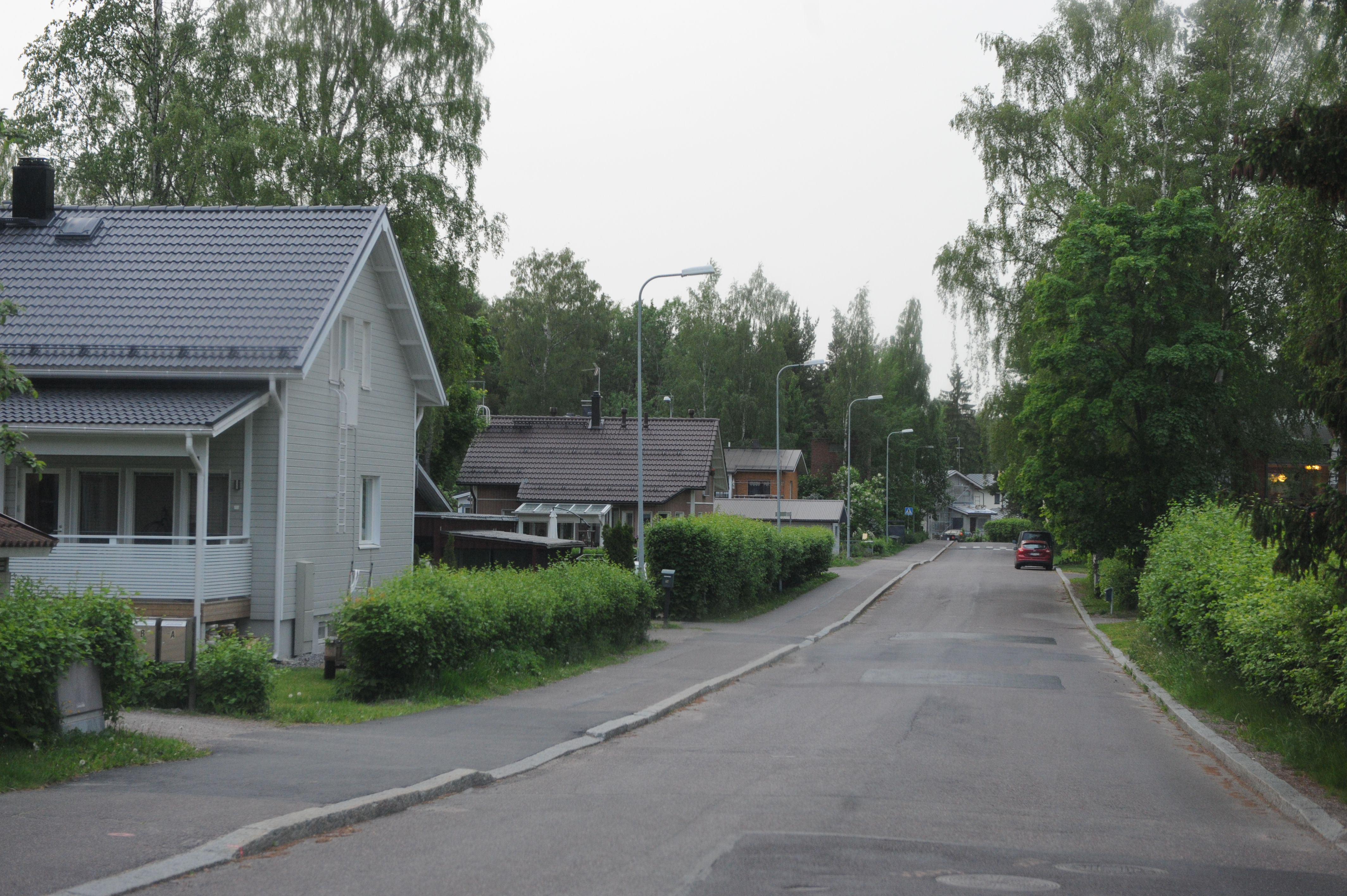
Juoksuhaudantie.